# Michel Stanesco
Michel Stanesco (Gugești en Roumanie, 3 mars 1942 - Strasbourg, 26 octobre 2008) est un historien médiéviste français qui occupait la chaire de littérature médiévale de l'université de Strasbourg.

## Publications
- Au pays d'Arthur, 1984
- Jeux d'errance du chevalier médiéval. Aspects ludiques de la fonction guerrière dans la littérature du Moyen Age flamboyant, 1988
- Histoire européenne du roman médiéval, 1992 (avec Michel Zink)
- Lire le Moyen Âge, 1998
- D’armes et d’amours. Études de littérature arthurienne, 2002 (recueil d'articles)
- La légende du Graal dans les littératures européennes : anthologie commentée, 2006
- Le livre des légendes du Moyen Age, 2009